# Culte de la Raison
 (avril 2025).

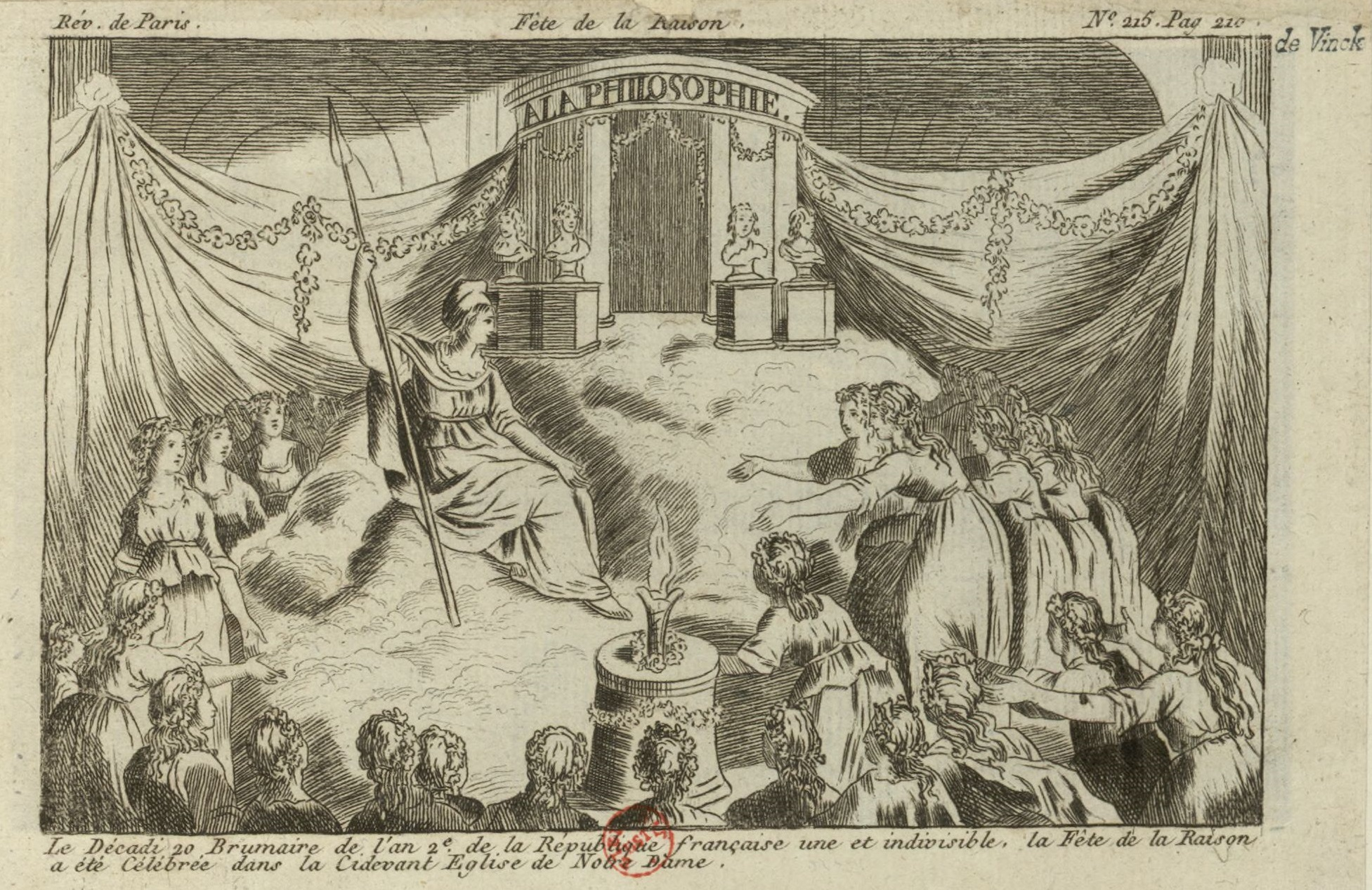
Fête de la Raison à Notre-Dame en 1793. Une montagne est édifiée dans le chœur ; une actrice personnifie la Liberté ; la Convention vient assister à la cérémonie.
Eau-forte, 1793, Paris, BnF, département des estampes.

Le culte de la Raison des hébertistes athées[réf. nécessaire] (automne 1793 – printemps 1794) consiste, en France, en un ensemble d'événements et de fêtes civiques.

## Contexte

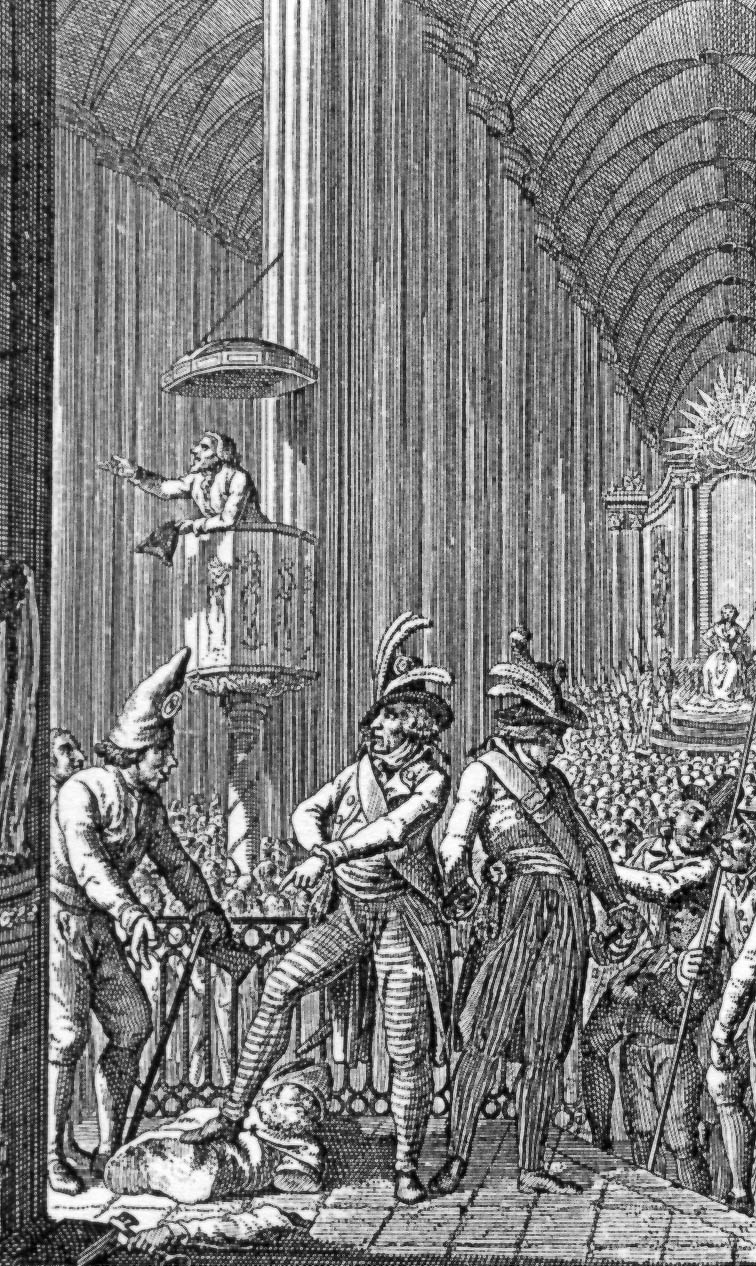
La cathédrale Notre-Dame de Strasbourg transformée en temple de la Raison, représentée en 1794.

Ce culte s'est propagé dans le climat d'insécurité qui était celui de la menace d'agression extérieure, en particulier celui de l'invasion par les troupes prussiennes à la suite du manifeste de Brunswick du 15 juillet 1792.
Ce fut un des éléments de la déchristianisation qui a accompagné la Révolution française, avant l'instauration du culte de l’Être suprême en 1794. Il trouvait sa justification dans une certaine forme de résistance civique, la recherche de la défense des « acquis » de la Révolution française, notamment les libertés individuelles.
Ce culte se voulait une expression des idéaux des Lumières : liberté (d'expression, de pensée, etc.), égalité.

## Origines philosophiques
Philosophiquement, le culte de la Raison et celui de l'Être suprême correspondent à une religion naturelle, concept né à l’ère des Lumières.
Le culte de la Raison procède de l'athéisme et du naturalisme de Denis Diderot, dont s'inspirait Jacques-René Hébert.

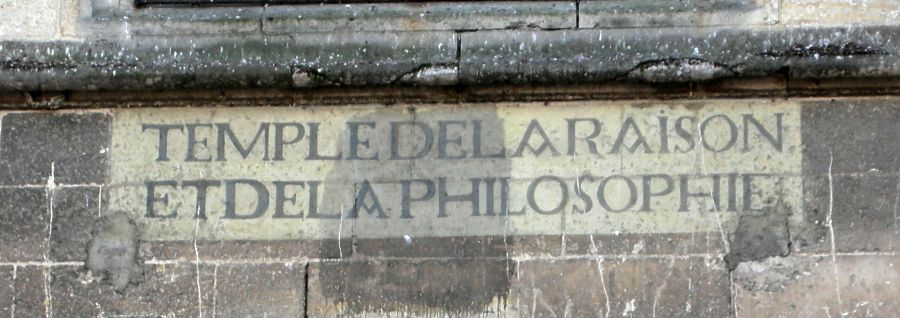
Inscription sur un mur de l'église Saint-Martin d'Ivry-la-Bataille.

Plusieurs églises furent transformées en temples de la Raison, notamment l'église Saint-Paul-Saint-Louis dans le Marais. Le « culte » s'est manifesté en 1793 et 1794 (ans II et III) par des cortèges carnavalesques, des dépouillements d'églises, des cérémonies iconoclastes, des cérémonies aux martyrs, etc. Le culte de la Raison a commencé à se développer particulièrement à Lyon et dans le Centre, où il était organisé par des représentants en mission souvent proches de l'hébertisme. Le mouvement se radicalisa en arrivant à Paris avec la fête de la Liberté à la cathédrale Notre-Dame le 10 novembre 1793, organisé par Pierre-Gaspard Chaumette. Le culte était célébré par une beauté figurant la déesse de la Raison. Joseph Fouché (dans la Nièvre et en Côte-d'Or) et Chaumette (à Paris) furent parmi les instigateurs de ces événements, avec les hébertistes. Les églises parisiennes furent fermées le 24 novembre 1793 par la commune de Paris, la liberté des cultes étant toujours théoriquement garantie par la Convention. Les régions où cette politique a été le plus intensément menée ont été la Bourgogne et les départements de l'actuelle région Centre, le bassin parisien, la région lyonnaise, le Nord, et le Nord du Languedoc. L'Est, le Grand Ouest, l'Aquitaine (sauf le Lot-et-Garonne) ont été relativement tenus à l'écart de cette évolution cultuelle. La carte comporte certaines affinités avec la carte des prêtres assermentés de 1791 (Timothy Tackett).